# オスーナ公爵夫妻とその子供たち
『オスーナ公爵夫妻とその子供たち』（オスーナこうしゃくふさいとそのこどもたち、西: Los duques de Osuna y sus hijos, 英: The Duke and Duchess of Osuna and their Children）は、スペインのロマン主義の巨匠フランシスコ・デ・ゴヤが1787年から1788年に制作した肖像画である。油彩。第9代オスーナ公爵ペドロ・テレス＝ヒロンとその家族を描いている。現在はマドリードのプラド美術館に所蔵されている。

## 制作背景
ペドロ・テレス＝ヒロンは1755年に第8代オスーナ公爵ペドロ・テレス＝ヒロン ＝ヒロン・イ・ペレス・デ・グスマンとウセダ公爵家出身の母マリア・ビセンタ・パチェコ・イ・テレス・ヒロンとの間に次男として生まれた。1771年10月に兄が死去したため、オスーナ公爵を継承することが決定し、同年12月に婚約者でベナベンテ公爵の唯一の相続人であったマリア・ホセファ・ピメンテルと結婚した。2人の間には多くの子供が生まれたが、成人したのは5人だけであった。
第9代オスーナ公爵夫妻はゴヤの最初の後援者の1人で、終始良好な関係を保ち続けた。ゴヤは1785年にオスーナ公爵夫妻の肖像画を制作した。また1788年5月の請求書によると、ゴヤはオスーナ公爵のために子供たちの肖像画3点を含む多くの絵画を制作した。このときの請求書にリストされた肖像画はいずれも失われたが、同じ年に本作品を制作している。それ以降もゴヤはオスーナ公爵家の肖像画を制作し続けた。1805年には娘であるサンタ・クルス侯爵夫人ホアキナ・テレス＝ヒロン・イ・ピメンテルの肖像画を、また公爵死後の1816年には息子の第10代オスーナ公爵フランシスコ・デ・ボルハ・テレス＝ヒロンや末娘のアブランテス公爵夫人マリア・マヌエラの肖像画を制作した。

## 描かれた人物

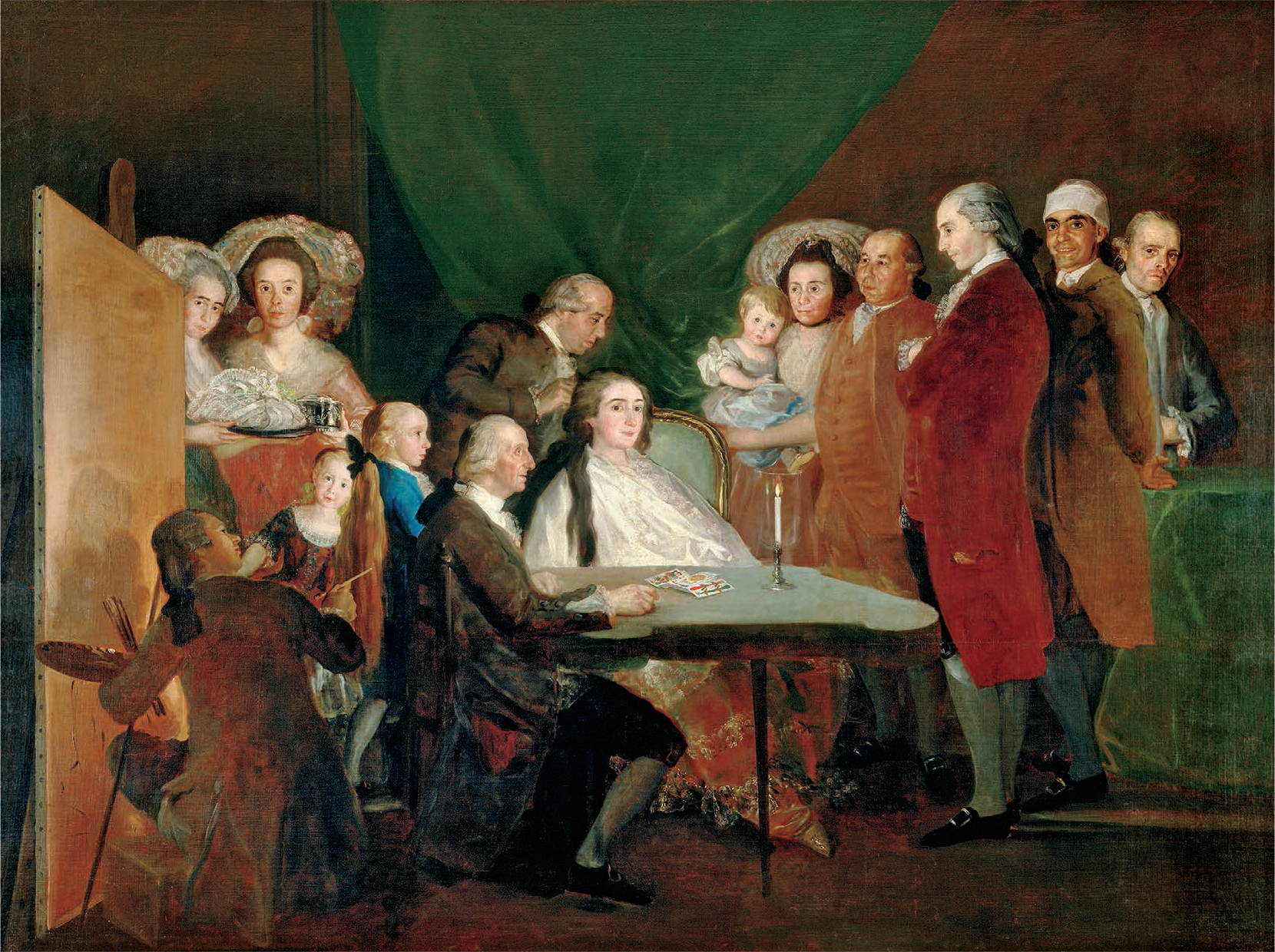
『ドン・ルイス・デ・ボルボーン親王の家族』。1784年。マニャーニ・ロッカ財団所蔵。

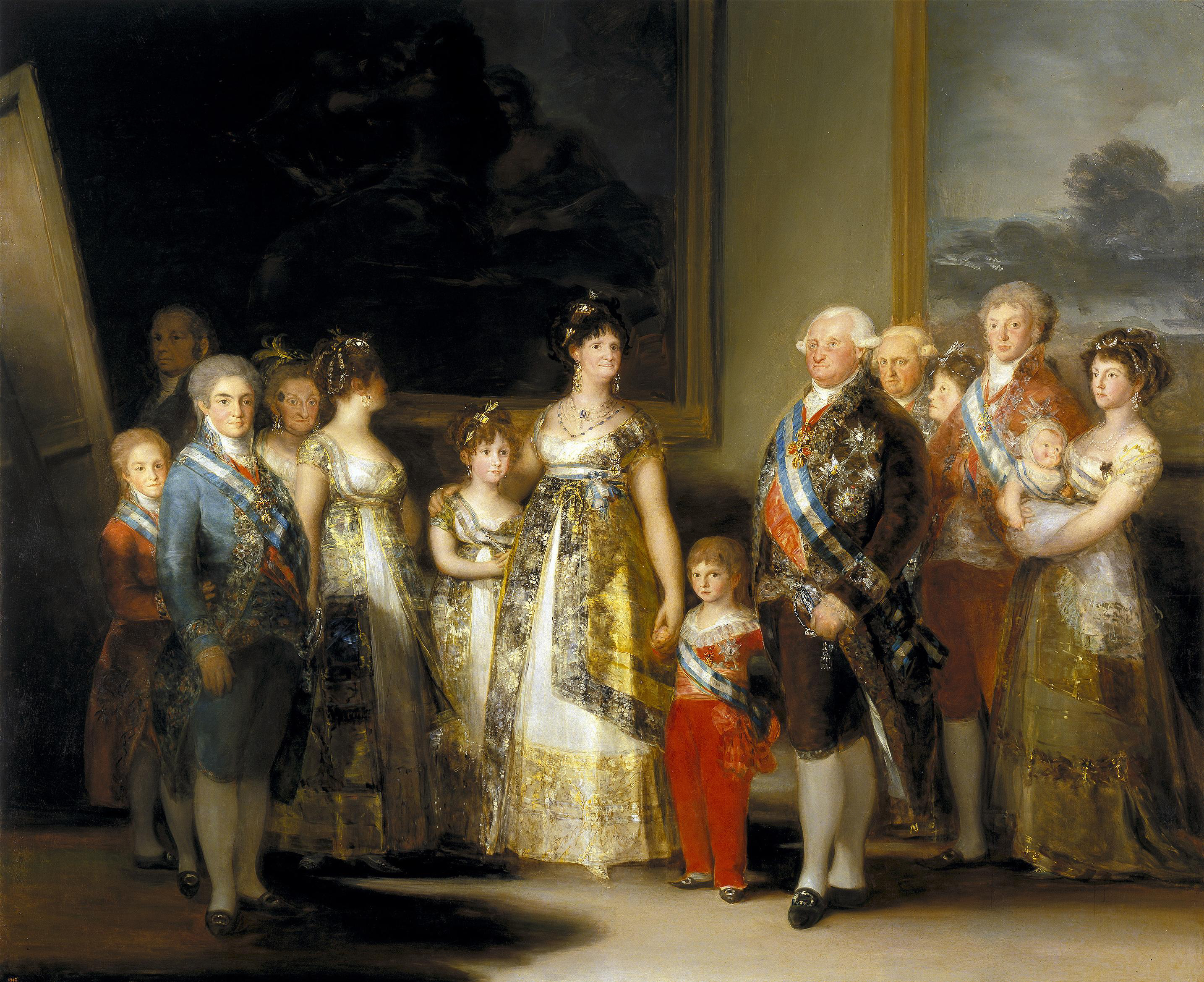
『カルロス4世の家族』。1800年。プラド美術館所蔵。

画面には以下の人物が描かれている。具体的には、
|       | 人物                                                 | 爵位ほか               | 位置       |
| ----- | ---------------------------------------------------- | ---------------------- | ---------- |
| 親    | ペドロ・テレス＝ヒロン                               | 第9代オスーナ公爵      | 画面中央右 |
| 親    | マリア・ホセファ・ピメンテル                         | オスーナ公爵夫人       | 画面中央左 |
| 子 女 | フランシスコ・デ・ボルハ                             | 後の第10代オスーナ公爵 | 画面左端   |
| 子 女 | ペドロ・デ・アルカンタラ                             | 後のアングロナ王子     | 画面中央左 |
| 子 女 | ドーニャ・ホセファ・マヌエラ （Doña Josefa Manuela） | 後のカマラサ侯爵夫人   | 画面右端   |
| 子 女 | ホアキナ・テレス＝ヒロン・イ・ピメンテル             | サンタ・クルス侯爵夫人 | 画面中央   |

後のアブランテス公爵夫人マリア・マヌエラは1794年に誕生するため、この肖像画には描かれていない。

## 作品
オスーナ公爵夫妻と4人の子供たちが描かれている。オスーナ公爵は画面中央右に立っている。彼は近衛兵連隊の、准将の軍服に身を包み、1787年4月1日に死去した父である第8代オスーナ公爵に哀悼の意を表している。公爵夫人はその右隣に、風景画が描かれた磁器製の大きなボタンが付いたフランスのドレスを着て座っている。息子たちと娘たちがそれぞれ同じデザインの服を着ている。画面左端に立っている少年はフランシスコ・デ・ボルハである。彼は馬に騎乗するかのように、軍の指揮を象徴する父の指揮棒にまたがって遊んでいる。ペドロ・デ・アルカンタラは母親の足元に置かれたクッションに座り、玩具の馬車に繋げられたひもを引いている。画面右端で正面を向いて立っている少女はホセファ・マヌエラであり、画面の中央で母の膝に寄りかかっている少女は最年少のホアキナである。娘たちに対してオスーナ公爵はホセファ・マヌエラの手を握り、また夫人はホアキナを保護するかのように肩に手を置いており、これらの身振りに家族の親密さが表れている。画面右前景には1匹の小型犬が鑑賞者に対して背を向けて寝そべっており、またホセファ・マヌエラとホアキナの間にはもう1匹の小型犬が正面を向いて座っている。
『オスーナ公爵夫妻とその子供たち』は、ゴヤの家族の肖像画としてはパルマのマニャーニ・ロッカ財団に所蔵されている、1784年の『王子ドン・ルイス・デ・ボルボンとその家族の肖像』（La familia del infante don Luis de Borbón）に次いで2番目に制作された。しかし本作品はこの初期の肖像画とは著しく異なっており、子供たちと同じ空間に住む親の優しい感情の前に、宮廷肖像画の堅苦しさは影を潜めている。
スペインでは家族の肖像画は一般的ではなく、ゴヤはフランドルやイギリス絵画の作例をもとに構図を作成したと考えられている。オスーナ公爵家とゴヤが親密な関係であったことは、彼らの個性を捉えた描写や、親密さの描写から明らかである。ゴヤは灰色がかった色と緑がかった色調を、正確な技術で淡く繊細に使い、布地やレースその他を達人の技量で表現している。

## 来歴
肖像画は1896年までオスーナ公爵家が所有していた。1897年にオスーナ公爵家によってプラド美術館に寄贈された。

## ギャラリー
ゴヤによる第9代オスーナ公爵の一族の肖像

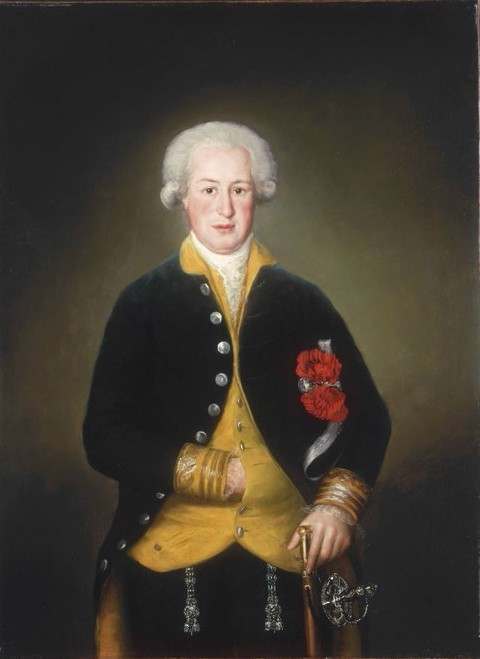
『第9代オスーナ公爵の肖像』1785年
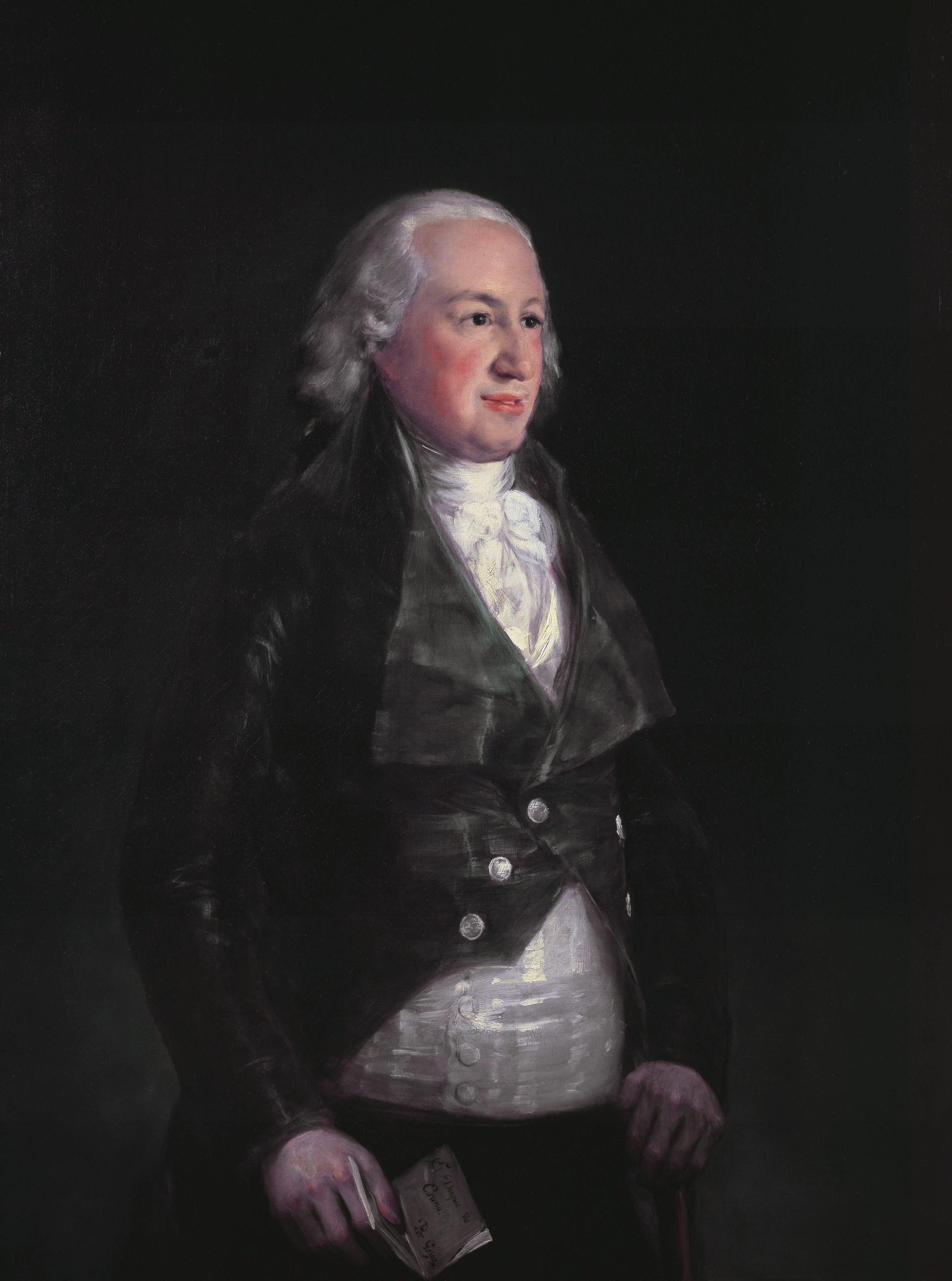
『第9代オスーナ公爵の肖像』1785年 フリック・コレクション所蔵
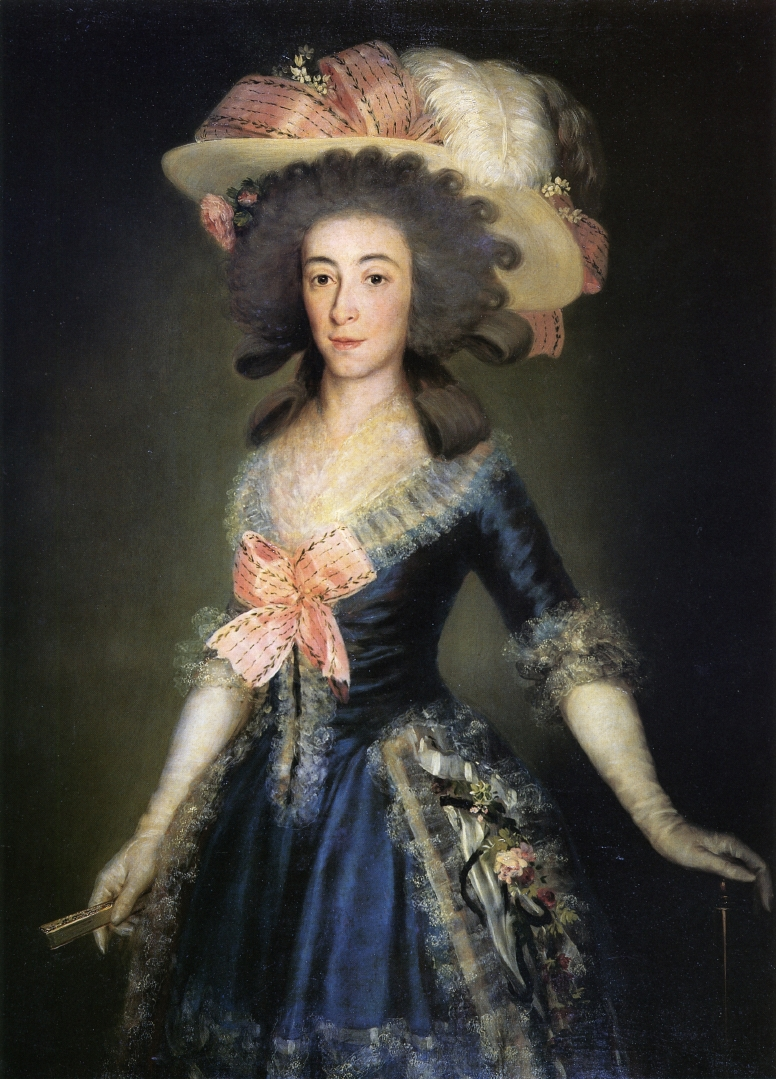
『オスーナ公爵夫人の肖像』1785年 バルトロメ・マーチ財団（Fundación Bartolomé March）所蔵
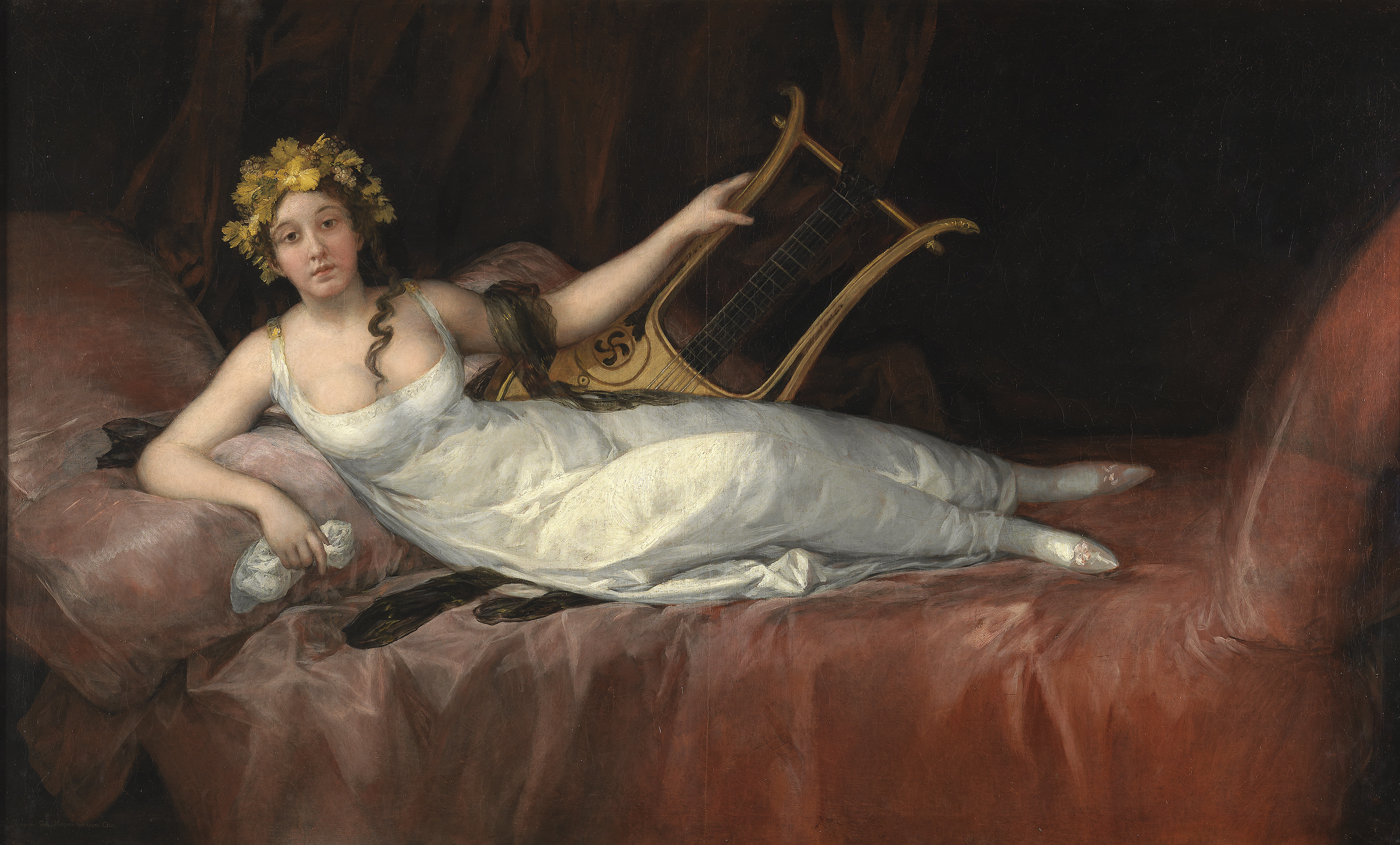
『サンタ・クルス侯爵夫人の肖像』1816年 プラド美術館所蔵
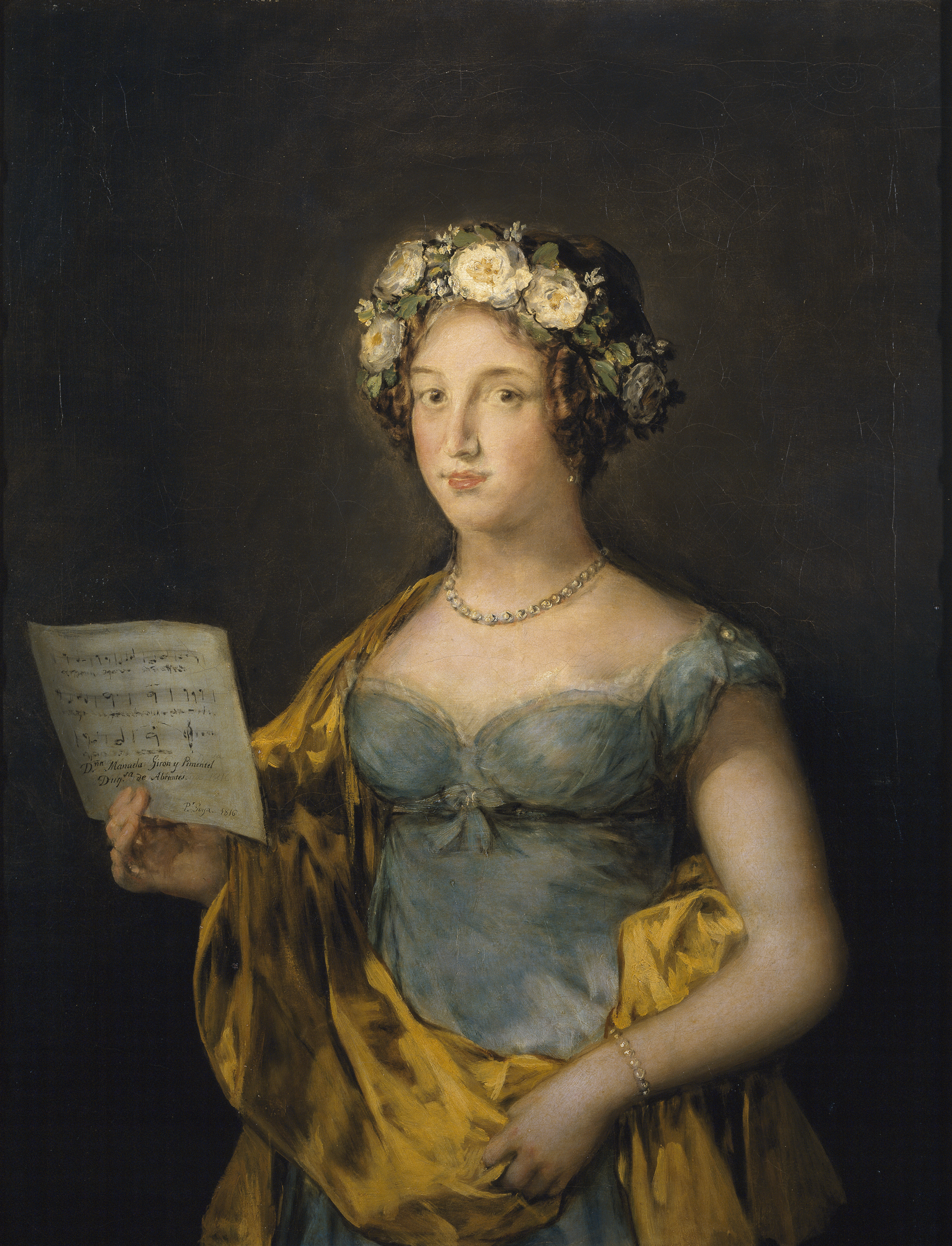
『アブランテス公爵夫人の肖像』1816年 プラド美術館所蔵
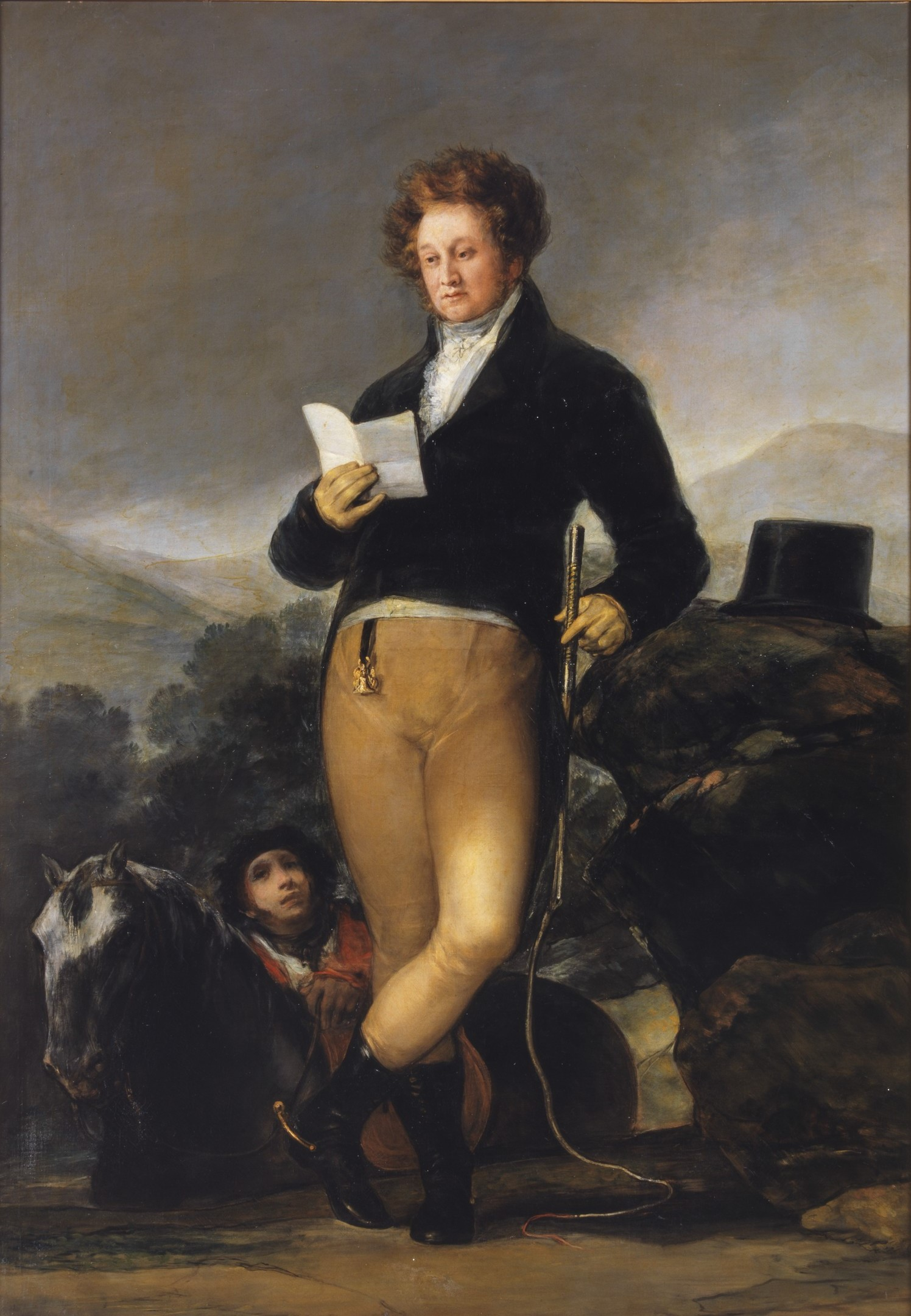
『第10代オスーナ公爵の肖像』1816年 ボナ美術館所蔵